# 모사브 아부 토하
모사브 아부 토하(مصعب أبو توهة‎, 1992년 11월 17일 ~)는 팔레스타인의 작가, 시인, 사서이다. 시집 《Things You May Find Hidden in My Ear》(2022)으로 팔레스타인 도서상, 미국 도서상을 수상했으며 전미 도서 비평가 협회상과 월콧 상 최종후보에 올랐다.
아부 토하는 가자 지구의 첫 영어 도서관인 에드워드 사이드 도서관을 설립하였다. 2023년 11월 가족과 함께 이집트로 피난 중에 이스라엘군에 구금되었으며, 심문을 거쳐 석방되었으며 그 후로 전쟁을 기록하였다. 《더 뉴요커》에 연재한 가자 전쟁의 기록으로 2025년 퓰리처상 논평 부문을 수상하였다.